# Zuzana Stirská
Zuzana Stirská, provdaná Hädler (* 26. října 1954), je česká zpěvačka a herečka, členka Divadla Semafor, kde vystupovala po boku Jiřího Suchého ve hrách Ten pes je váš?, Čarodějky, Kytice, Zuzana se vrací.
Pochází z umělecky zaměřené rodiny. Absolvovala pražské Gymnázium Na Zatlance. Zpívala se skupinou Teskar Josefa Dobeše. V roce 1981 emigrovala z Československa do tehdejšího Západního Německa, kde potom na vysoké škole studovala hudební vědu a nadále úspěšně vystupovala jako zpěvačka (mimo jiné třeba i s orchestrem Jamese Lasta a pohostinsky i s Mikem Oldfieldem). Po sametové revoluci v roce 1989 se v roce 1995 vrátila do České republiky. Od konce 60. let pohostinsky vystupovala v Divadle Semafor. V současnosti působí jako umělecká vedoucí hudebního souboru Gospel Time, kde působí i její děti Viktorie Stirská, Roxana Stirská, Leonard Stirský a Raphael Stirský.

## Diskografie

### CD
- 1999 Zuzana se Vrací
- 2002 Zuzana Stirská & Gospel TimeVám, jen Vám
- Zuzana Stirská & Gospel Time – Bez toho nejsou Vánoce

- 2008 Zuzana Stirská & Gospel Time – Happy Day
- Zuzana Stirská & Gospel Time a symfonický orchestr KOA – záznam z koncertu pro Ameriku z Rudolfinu
- Zuzana Stirská & Fine Gospel Time – To jsme my

### TV
- 2012 13. komnata Zuzany Stirské